# Ueno (Gunma)
Ueno (jap. 上野村 Ueno-mura) – wieś w Japonii, na wyspie Honsiu, w prefekturze Gunma. Według danych na rok 2020 miejscowość zamieszkiwało 1 128 mieszkańców , a gęstość zaludnienia wyniosła 6,2 os./km².